# A7 (motorväg, Kroatien)

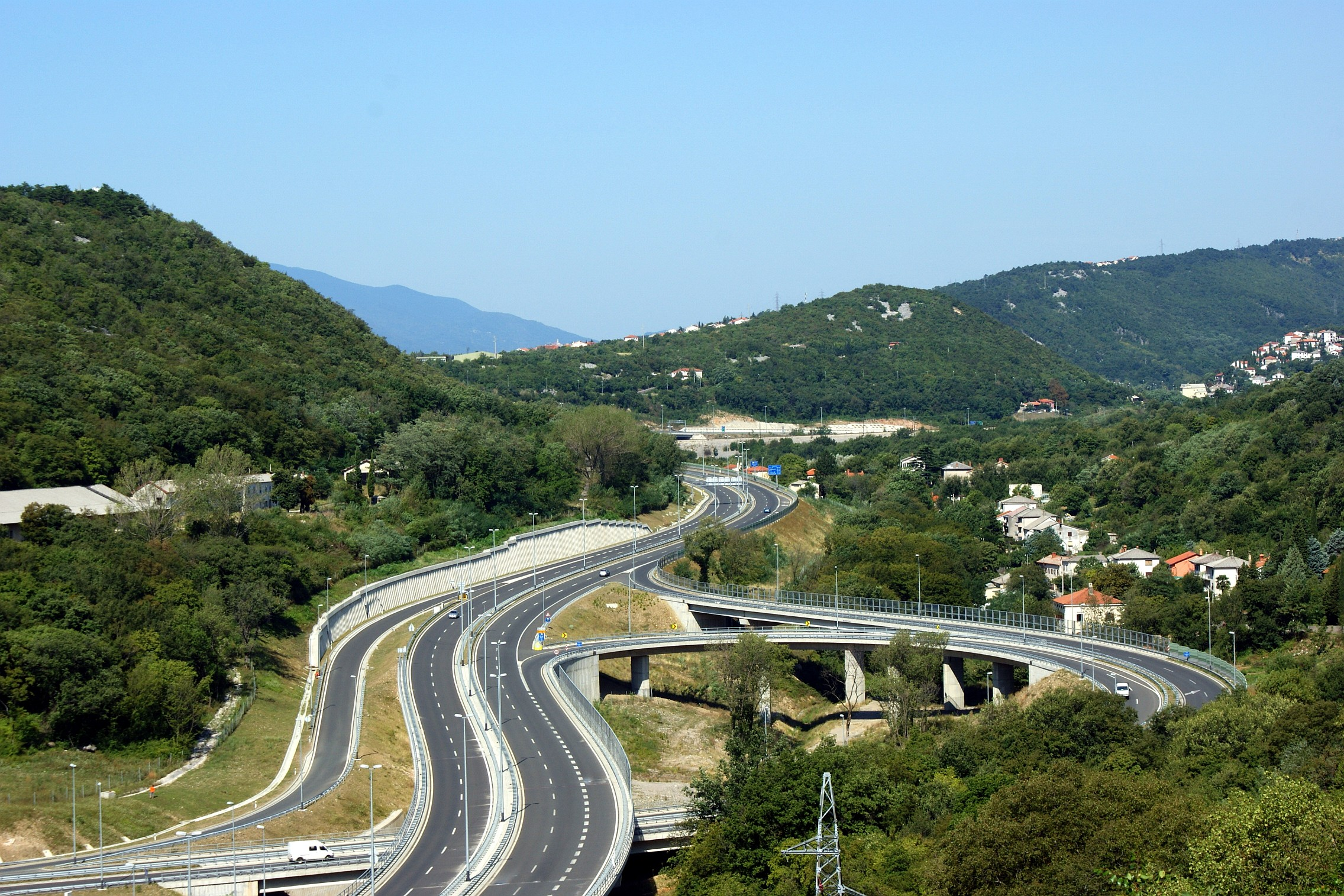
Trafikknutpunkt Draga.

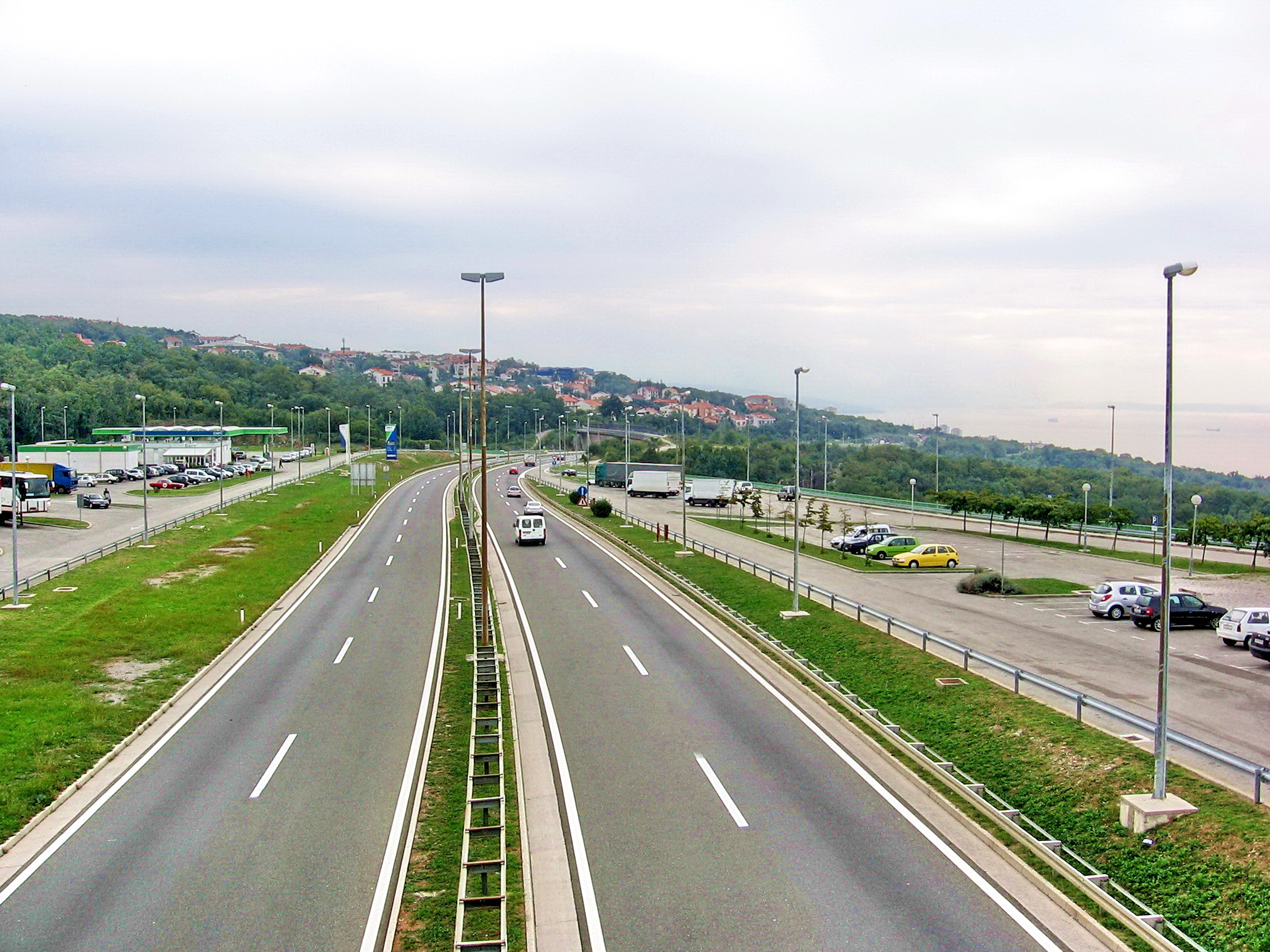
Adriaporten (Vrata Jadrana) vid Rijeka.

A7, även kallad Kvarner-motorvägen (Kvarnerska autocesta), är en motorväg i nordvästra Kroatien. Motorvägen är under utbyggnad och dess norra del utgör en del av E61. När den står klar kommer den att gå från kroatisk-slovenska gränsen vid Rupa till Žuta Lokva där den kommer att ansluta till motorvägen A1. Dess totala längd kommer då att vara 103,5 km. Idag (2013) är 34,4 km mellan Rupa och Rijeka utbyggd och öppen för trafik. Motorvägen är en betalväg.